# Benquet
Benquet település Franciaországban, Landes megyében. Lakosainak száma 1913 fő (2022. január 1.). Benquet Saint-Pierre-du-Mont, Bas-Mauco, Bretagne-de-Marsan, Haut-Mauco, Saint-Maurice-sur-Adour és Saint-Sever községekkel határos.

## Népesség
A település népességének változása:
| Lakosok száma | 828  | 1154 | 1240 | 1405 | 1587 | 1640 | 1732 | 1832 | 1878 | 1913 |
|               | 1968 | 1982 | 1990 | 2006 | 2013 | 2015 | 2017 | 2019 | 2020 | 2022 |